# Парижский сон

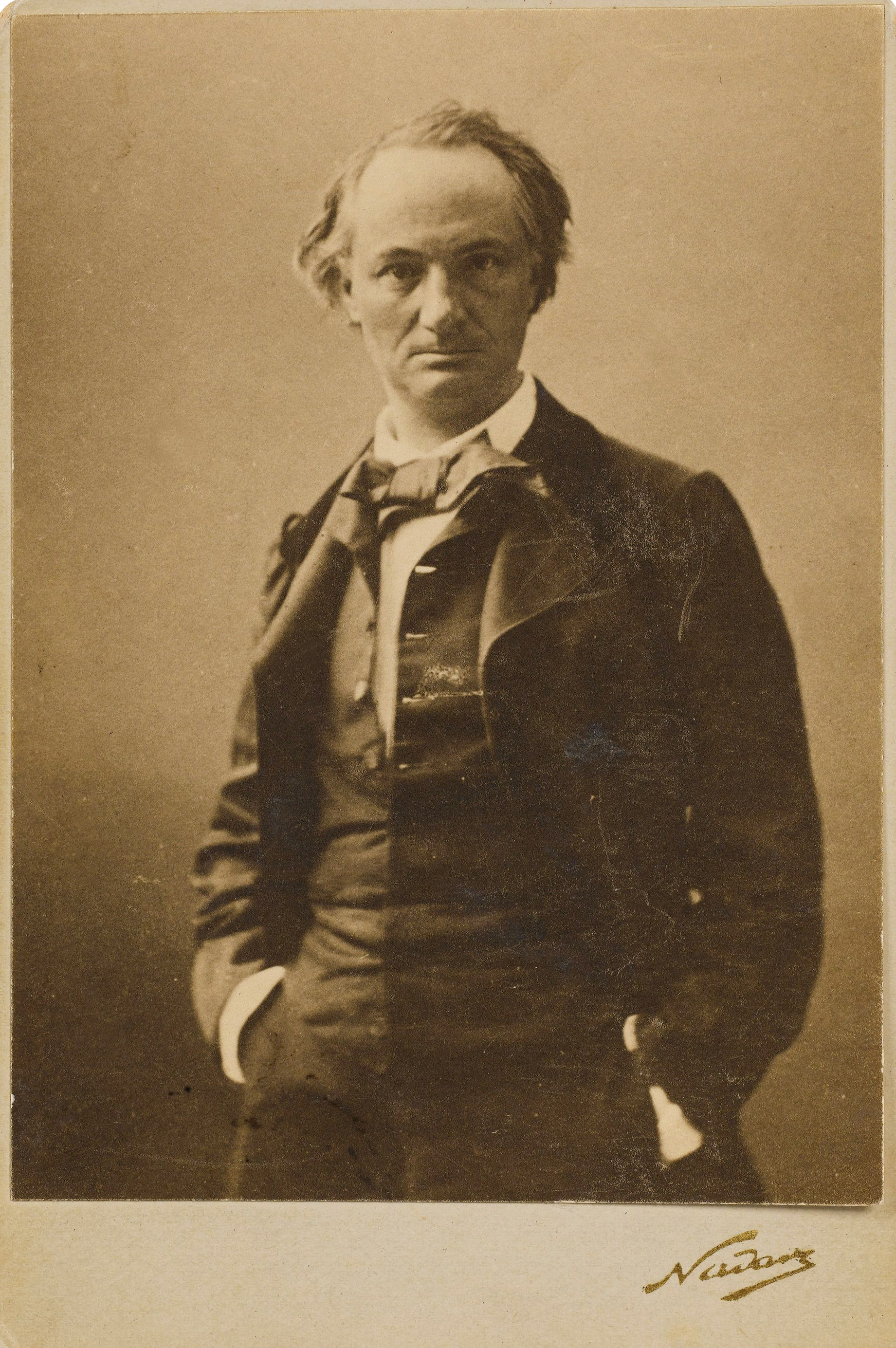
Шарль Бодлер в 1855 году. Фотография его близкого друга Надара

«Парижский сон» (фр. Rêve parisien) — стихотворение французского поэта Шарля Бодлера, впервые опубликованное в журнале «La Revue contemporaine» в мае 1860 года. В 1861 году оно было включено во второе издание сборника «Цветы зла» в новый раздел «Парижские картины». В стихотворении описываются урбанистические образы Парижа, которые привиделись лирическому герою во сне, а также представлено их противопоставление картине его бедной жизни в убогом жилище. Посвящено французскому художнику Константену Гису, с которым поэт был дружен и которого ценил за мастерское изображение современной городской жизни. Состоит из двух разделов, включающих в себя в общей сложности пятнадцать четверостиший, написано восьмисложным размером.

## История создания и публикации
Шарль Бодлер (1821—1867) родился, прожил большую часть жизни и умер в Париже, где по финансовым соображениям (из-за скудных литературных гонораров и нерегулярной помощи со стороны его матери, Каролины Опик) сменил множество адресов. В 1857 году его мать после смерти его нелюбимого отчима переехала в Онфлёр (Нормандия), где с ней хотел обосноваться и Бодлер. Однако литературные дела и постоянные финансовые проблемы удерживали его в столице Франции. Ему удалось пожить в Онфлёре только несколько месяцев в 1859 году. Во второй половине 1850-х годов он вынашивал замыслы множества литературных произведений, однако большинство из них так и не были воплощены. Поэт был свидетелем «Реконструкции Парижа бароном Османом», наблюдал за разрушением многих исторических зданий и улиц, в том числе родной для него улочки Отфёй. Грандиозная перепланировка вызывала у него чувство утраты старого Парижа, усугубляла его тоску, пессимизм, неверие в прогресс. Несмотря на это, он продолжал глубоко любить свой родной город и не мог без него жить.
В 1857 году появилось первое (авторское) издание его самого известного сборника «Цветы зла» (Fleur du mal), что привело к скандалу и судебному процессу, в результате которого Бодлер и его издатели (Огюст Пуле-Маласси и Эжен де Бруаз) были оштрафованы за нарушение норм общественной морали. Пуле-Маласси вынужден был убрать из сборника шесть стихотворений — наиболее «непристойных», если верить решению суда. Стихотворение «Парижский сон» было впервые опубликовано в парижском журнале «La Revue contemporaine» 15 мая 1860 года. В следующем году оно было включено под номером CII во второе издание сборника «Цветы зла», куда вошли около тридцати новых стихотворений. В третьем издании этого сборника, подготовленном автором, но опубликованном уже после его смерти, в 1868 году, «Парижский сон» появился под номером CXXVI. В современных изданиях «Сон» является предпоследним стихотворением во втором разделе (цикле) «Парижские картины» (Tableaux parisiens). Раздел был образован при публикации 1861 года на основе восьми стихотворений первого издания 1857 года «Сплин и идеал» (Spleen et Idéal) и десяти новых. Бельгийский писатель и критик Жан-Батист Баронян отмечал, что само название, «Парижские картины», отражает глубокую связь поэта со столицей Франции: «…Бодлер — парижанин, и в колдовских чарах родного города, в кипении бурлящего „города снов“, где он родился и пытался жить, поэт черпал вдохновение, и его осеняли самые яркие озарения. Среди этих стен, в этом чреве, на этих тротуарах он находил свои искромётные метафоры…». Парижская тема была продолжена поэтом в опубликованном посмертно сборнике стихотворений в прозе «Парижский сплин» (1869).

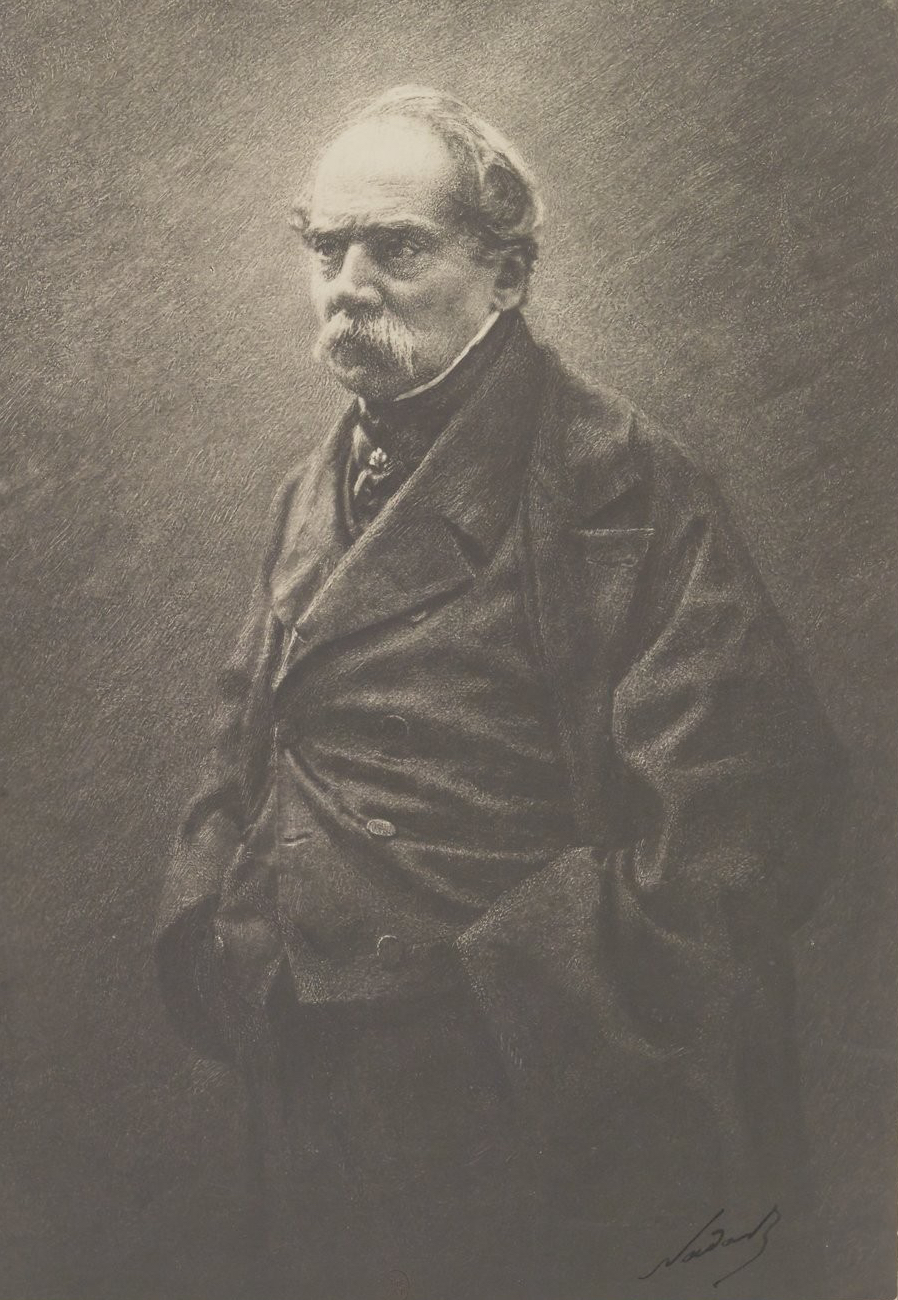
Константен Гис. Фото Надара

Стихотворение посвящено французскому художнику Константену Гису (À Constantin Guys), запечатлевшему в своих многочисленных работах образы парижской жизни. Его творчество стало объектом анализа Бодлера в эссе «Поэт современной жизни» (Le Peintre de la vie moderne, 1863), где он развил своё понимание современности (модерной эпохи). По мнению писателя Анри Труайя, Бодлер очень ценил талант Гиса и до некоторой степени ставил его на один уровень с «гениальным» Эженом Делакруа, которым неизменно восхищался поэт: «В этом художнике, обладавшем лёгким штрихом, искусством аллюзии, с живым, ненавязчивым шармом, он видел представителя современной эстетики сиюминутного. Именно благодаря его карандашу многие парижские содержанки, посетители публичных домов, извозчики фиакров, вернувшиеся с Крымской войны солдаты оказались увековечены для потомства. Он был художником, запечатлевшим мимолётное и возвеличивавшим незначительное. Суровая скромность этого человека, его литературный талант и мастерство рисовальщика восхищали Бодлера настолько, что он написал о нём большую хвалебную статью». Они часто проводили время вместе, причём выбирали места, где можно было наблюдать изнанку парижской жизни.

## Художественные особенности
II

Вновь открыв глаза, полные пламени,

Я увидел [весь] ужас своей лачуги

И почувствовал, возвращаясь в собственную душу,

Острие проклятых забот;

Куранты с похоронным тембром

Грубо пробили полдень, 

И небо пролило мрак

На грустный окоченевший мир.
Стихотворение написано восьмисложным размером, состоит из двух разделов, включающих в себя пятнадцать четверостиший; хотя оно и посвящено Гису, с ним и его творчеством оно явным образом никак не связано. В нём описывается Париж, который предстал поэту во сне. Подобно некоторым другим стихотворениям, это произведение иллюстрирует силу воображения поэта и его стремление уйти от разочаровывающей реальности. По мнению некоторых комментаторов, в «Парижском сне» Бодлер предвосхитил аспекты эстетики конструктивизма, архитектуры XX века. Философ Карен Акопян, проанализировав стихотворение, отверг это допущение как не имеющее ничего общего с текстом. По его мнению, у Бодлера хватает литературных заслуг и без того, чтобы приписывать ему ещё и архитектурные. «Не будем также забывать, что, кроме того, его пытаются превратить в зачинателя экзистенциализма и чуть ли не в основоположника декадентства». По оценке Акопяна, стихотворение в первую очередь посвящено не чудесным архитектурным описаниям, а противопоставлению образов «свободного полёта фантазии убогой действительности», в которой вынужден был жить Бодлер: «в оцепеневшем мире, в вызывающей ужас лачуге, задавленный бесконечными и „разнообразными“ заботами, под небом, которое струит не свет, а мрак, и слушающий похоронный бой курантов». В этом отношении оно соответствует настроению таких стихов поэта как «Туманы и дожди» и «Утренние сумерки».
Предполагается, что «парижским» автор называет свой сон в связи с тем, что урбанистические образы могли привидеться именно горожанину. В качестве авторов, предвосхитивших такие искания Бодлера, называют поэтов-романтиков: Новалиса, Уильяма Вордсворта, Томаса де Квинси, Эдгара По, Теофиля Готье. Эта тема рассматривалась Бодлером в стихотворении в прозе «Где угодно, только прочь из этого мира» (XLVIII. Anywhere out of the World) из сборника «Парижский сплин». Его лирический герой считает, что ему хорошо там, где его нет, и размышляет над тем, чтобы сменить обстановку. О Лиссабоне он рассказывает своей душе: «Этот город у самой воды; говорят, что он весь выстроен из мрамора, и что тамошний народ полон такой ненависти к растительности, что все деревья там выкорчеваны с корнем. Это по твоему вкусу, — панорама из света и камня и отражающей их воды». Немецкий философ Вальтер Беньямин писал о тематике стихотворения: «Непрерывающийся резонанс, вызываемый до сего дня „Fleur du mal“, глубинным образом связан с определённым аспектом, который обрёл мегаполис, впервые вошедший здесь в стих. Когда Бодлер в своих строках вызывает к жизни образ Парижа, в стихах вместе с тем звучит и эфемерность, хрупкость этого мегаполиса. Возможно, эта хрупкость никогда не была представлена в таком полном виде, как в Crépuscule du matin; а вообще же этот аспект в большей или меньшей мере присущ всем tableaux parisiens [парижские картины]; он обнаруживается и в прозрачности города, как это зримо представляет le soleil, и в контрастном действии Rêve parisien».
Немецкий филолог-романист Гуго Фридрих в своей работе «Структура современной лирики: От Бодлера до середины двадцатого столетия» (Die Struktur der modernen Lyrik von Baudelaire bis zur Gegenwart; 1956) затронул некоторые аспекты использования Бодлером тем и мотивов сна. Он пришёл к выводу, что поэту они необходимы, чтобы привнести в свои произведения ирреальное содержание («всегда создавать недействительное над действительным»). Конечно, поэт говорит о сне во многих своих произведениях и в более традиционном значении, но в целом, по мнению Фридриха, у него превалирует отношению ко сну как к чему-то нереальному, искусственному. Показательно определение сна, данное французским классиком в своём переводе книги Эдгара По «Новое собрание рассказов» (Nouvelles Histoires; 1857). Бодлер определяет его так: «…сверкающий, таинственный, совершенный, словно кристалл». По предпочтениям Бодлера, неорганическое, как результат творческого процесса, находится выше природного (банального): «он больше ценит статую, чем живое тело, и лес на театральных декорациях предпочитает натуральному лесу». Относительно «Парижского сна» Фридрих заметил, что это «подлинный триумф одухотворённости художественно-искусственного и неорганического». «Ирреальный, онирический город, сознательно сконструированный, кубически вздымается; ни дерева, ни единой травинки; гигантские аркады, окруженные единственно подвижным и, однако, мертвым элементом — водой; алмазные пропасти, своды из драгоценных камней; ни солнца, ни звёзд, только тьма, излучающая собственный свет, — город без людей в беззвучном безвременье». По наблюдению немецкого философа, сон в этом стихотворении понимается как «становление конструктивной духовности, выражающей свою победу над природой и людьми в символах минерала и металла и проецирующей свои искусственные образы в стерильную идеальность, откуда они возвращаются, озаряя глаз, отравляя душу».